# Bill Callahan
Bill Callahan (1966), também conhecido como Smog ou (Smog), é um músico folk natural de Silver Spring, Maryland, nos Estados Unidos da América.
Callahan começou por trabalhar num gênero de rock conhecido como lo-fi, gravando álbuns inteiros em casa, em gravadores de quatro pistas. Mais tarde começou a gravar para a editora independente Drag City.

## Discografia Selecionada
Como Smog:
- 1990 - Sewn to the Sky
- 1992 - Forgotten Foundation
- 1993 - Julius Caesar
- 1995 - Wild Love
- 1996 - The Doctor Came at Dawn
- 1997 - Red Apple Falls
- 1999 - Knock Knock
- 2000 - Dongs of Sevotion
- 2001 - Rain on Lens
- 2003 - Supper
- 2005 - A River Ain't Too Much to Love

Como Bill Callahan:
- 2007 - Woke on a Whaleheart
- 2009 - Sometimes I Wish We Were an Eagle
- 2010 - Rough Travel For The Rare Thing
- 2011 - Apocalypse
- 2013 - Dream River
- 2014 - Have Fun with God
- 2019 - Shepherd in a Sheepskin Vest
- 2020 - Gold Record